# Morti nel 1981/Agosto
| Questa pagina contiene informazioni ricavate automaticamente dalle voci biografiche con l'ausilio del template Bio e di un bot. L'aggiornamento è periodico e automatico e ricostruisce completamente la pagina. Se manca una persona in questa lista, sei pregato di non aggiungerla, ma accertati piuttosto che la sua voce biografica contenga il template Bio e che i dati anagrafici siano correttamente compilati. Se il template Bio manca, inseriscilo tu stesso o, in alternativa, metti l'avviso {{tmp\|Bio}} che ne segnala la mancanza. Se i dati riportati sono sbagliati, correggi direttamente la voce biografica; le modifiche saranno visibili in questa lista entro pochi giorni. Per chiarimenti vedi il progetto biografie. La lista contiene solo le 104 persone che sono citate nell'enciclopedia e per le quali è stato implementato correttamente il template Bio. Pagina aggiornata al 3 mar 2024. |

- 1º agosto - Julius Arigi, aviatore austro-ungarico (n. 1895)
- 1º agosto - Paddy Chayefsky, drammaturgo, sceneggiatore e scrittore statunitense (n. 1923)
- 1º agosto - Kevin Martin Lynch, rivoluzionario irlandese (n. 1956)
- 2 agosto - Josef Breuer, compositore di scacchi tedesco (n. 1903)
- 2 agosto - Delfo Cabrera, maratoneta argentino (n. 1919)
- 2 agosto - Stefanie Clausen, tuffatrice danese (n. 1900)
- 2 agosto - Kieran Doherty, attivista britannico (n. 1955)
- 2 agosto - Luigi Fiorentino, poeta e saggista italiano (n. 1913)
- 3 agosto - Wolfgang Heidenfeld, scacchista tedesco (n. 1911)
- 3 agosto - Fritz Jacobsen, militare e aviatore tedesco (n. 1894)
- 3 agosto - Pietro Romanelli, archeologo italiano (n. 1889)
- 3 agosto - Rocco Santacroce, antifascista, partigiano e politico italiano (n. 1896)
- 4 agosto - Melvyn Douglas, attore statunitense (n. 1901)
- 4 agosto - Ettore Papadia, calciatore italiano (n. 1898)
- 5 agosto - Corradino D'Ascanio, ingegnere italiano (n. 1891)
- 5 agosto - Natalia Mola, pittrice italiana (n. 1893)
- 5 agosto - Jerzy Neyman, statistico polacco (n. 1894)
- 6 agosto - Mario Abbate, cantante e attore italiano (n. 1927)
- 6 agosto - Arnaldo Lucentini, allenatore di calcio e calciatore italiano (n. 1930)
- 6 agosto - José Suárez, attore spagnolo (n. 1919)
- 6 agosto - Mario Untersteiner, grecista, filologo classico e storico della filosofia italiano (n. 1899)
- 7 agosto - Silvano Arieti, psichiatra italiano (n. 1914)
- 7 agosto - Ascanio Assirelli, calciatore italiano (n. 1920)
- 7 agosto - Sergej Vasil'evič Gippius, regista sovietico (n. 1924)
- 7 agosto - Gianna Preda, giornalista e sceneggiatrice italiana (n. 1921)
- 8 agosto - Giuliana Benzoni, nobile italiana (n. 1895)
- 8 agosto - Ermelinda De Felice, attrice italiana (n. 1915)
- 8 agosto - Jan van Diepenbeek, calciatore olandese (n. 1903)
- 8 agosto - Thomas McElwee, rivoluzionario irlandese (n. 1957)
- 8 agosto - Alfredo Ravenna, rabbino italiano (n. 1899)
- 8 agosto - George Schaefer, produttore cinematografico statunitense (n. 1888)
- 9 agosto - Stane Derganc, ginnasta jugoslavo (n. 1893)
- 10 agosto - Josef Hauser, pallanuotista tedesco (n. 1910)
- 10 agosto - Alan Lascelles, ufficiale inglese (n. 1887)
- 10 agosto - Dušan Popov, agente segreto serbo (n. 1912)
- 11 agosto - Valentine Tessier, attrice francese (n. 1892)
- 12 agosto - Shirley Grey, attrice statunitense (n. 1902)
- 12 agosto - Angelo Moratti, imprenditore e dirigente sportivo italiano (n. 1909)
- 13 agosto - Lamberto Ciavatta, pittore e scultore italiano (n. 1908)
- 13 agosto - José Minella, calciatore e allenatore di calcio argentino (n. 1909)
- 14 agosto - Karl Böhm, direttore d'orchestra austriaco (n. 1894)
- 15 agosto - Carlo Buscaglia, calciatore italiano (n. 1909)
- 15 agosto - Carlo Gero di Urach, principe tedesco (n. 1899)
- 15 agosto - Mattia Cerruti, calciatore italiano (n. 1899)
- 15 agosto - Augusto Galli, direttore del doppiaggio, dialoghista e attore italiano (n. 1902)
- 15 agosto - Alfred Hamilton Barr Jr., storico dell'arte statunitense (n. 1902)
- 15 agosto - Alfredo Marchionneschi, calciatore italiano (n. 1907)
- 15 agosto - Roberto Mazzetti, pedagogista italiano (n. 1908)
- 15 agosto - John H. Reese, scrittore statunitense (n. 1910)
- 16 agosto - Gracian Botev, canoista sovietico (n. 1928)
- 16 agosto - Denys N. Coop, direttore della fotografia e effettista britannico (n. 1920)
- 16 agosto - Robert Krasker, direttore della fotografia australiano (n. 1913)
- 17 agosto - Mariama Bâ, scrittrice senegalese (n. 1929)
- 17 agosto - Giovanni Battista Ceoletta, generale e aviatore italiano (n. 1916)
- 17 agosto - Giorgio Ferroni, regista italiano (n. 1908)
- 17 agosto - Dominick Napolitano, mafioso statunitense (n. 1930)
- 17 agosto - Augusto Pettenò, partigiano italiano (n. 1907)
- 17 agosto - Ervino Pocar, germanista e traduttore italiano (n. 1892)
- 17 agosto - Amilcare Rotta, bobbista e dirigente sportivo italiano (n. 1911)
- 17 agosto - Claudio Cesare Secchi, critico letterario, scrittore e latinista italiano (n. 1897)
- 17 agosto - Francis Turatello, criminale italiano (n. 1944)
- 18 agosto - Robert Russell Bennett, compositore e arrangiatore statunitense (n. 1894)
- 18 agosto - Leonhard Weiß, calciatore tedesco (n. 1907)
- 19 agosto - Jessie Matthews, attrice, ballerina e cantante inglese (n. 1907)
- 20 agosto - Teodoro Bronzini, politico e giornalista argentino (n. 1888)
- 20 agosto - Mickey Devine, attivista britannico (n. 1954)
- 20 agosto - Vladimir Aleksandrovič Fetin, regista sovietico (n. 1925)
- 20 agosto - Sándor Radó, cartografo, antifascista e agente segreto ungherese (n. 1899)
- 20 agosto - Fernando Tanucci Nannini, generale italiano (n. 1896)
- 21 agosto - Eddie Byrne, attore irlandese (n. 1911)
- 21 agosto - Mario Galli, micologo italiano (n. 1931)
- 21 agosto - Karel Průcha, calciatore cecoslovacco (n. 1914)
- 21 agosto - Oscar Stamet, calciatore lussemburghese (n. 1913)
- 22 agosto - Ludwig Janda, calciatore e allenatore di calcio tedesco (n. 1919)
- 22 agosto - Enrique Maier, tennista spagnolo (n. 1910)
- 22 agosto - Alfredo Meschi, pittore italiano (n. 1905)
- 22 agosto - Glauber Rocha, regista e sceneggiatore brasiliano (n. 1939)
- 22 agosto - Lü Wencheng, compositore e musicista cinese (n. 1898)
- 23 agosto - Trevor Coker, canottiere neozelandese (n. 1949)
- 23 agosto - Rolf Herricht, attore, comico e cantante tedesco (n. 1927)
- 23 agosto - Tessa Kosta, attrice statunitense (n. 1890)
- 24 agosto - Gennaro Auletta, presbitero, traduttore e scrittore italiano (n. 1912)
- 24 agosto - Bill Coleman, compositore e trombettista statunitense (n. 1904)
- 24 agosto - Jackie Vernon, calciatore nordirlandese (n. 1918)
- 25 agosto - Nicolas Pauly, calciatore lussemburghese (n. 1919)
- 27 agosto - Valerij Charlamov, hockeista su ghiaccio sovietico (n. 1948)
- 27 agosto - Emilio Ferreri, ammiraglio italiano (n. 1894)
- 27 agosto - Paul Herget, astronomo statunitense (n. 1908)
- 28 agosto - Paul Anspach, schermidore belga (n. 1882)
- 28 agosto - Arthur Casagrande, ingegnere austriaco (n. 1902)
- 28 agosto - Fernando Di Giulio, politico e partigiano italiano (n. 1924)
- 28 agosto - Béla Guttmann, allenatore di calcio e calciatore ungherese (n. 1899)
- 29 agosto - Giuseppe Catalano, botanico italiano (n. 1888)
- 29 agosto - Guy Stevens, produttore discografico britannico (n. 1943)
- 29 agosto - Lowell Thomas, scrittore, attore e sceneggiatore statunitense (n. 1892)
- 30 agosto - Mohammad-Javad Bahonar, teologo e politico iraniano (n. 1933)
- 30 agosto - Mohammad Ali Rajai, politico iraniano (n. 1933)
- 30 agosto - Vera-Ellen, ballerina e attrice statunitense (n. 1921)
- 30 agosto - François Seydoux de Clausonne, diplomatico francese (n. 1905)
- 31 agosto - Elias Bickerman, storico e grecista moldavo (n. 1897)
- 31 agosto - Pierre Billon, regista e sceneggiatore francese (n. 1901)
- 31 agosto - Gino Cacchioli, politico italiano (n. 1925)
- 31 agosto - Hugh O'Neill Hencken, archeologo statunitense (n. 1902)
- 31 agosto - Ralston Paterson, radiologo e oncologo scozzese (n. 1897)